# Brotula barbata
Brotula barbata is een straalvinnige vis uit de familie naaldvissen (Ophidiidae). De vis kan maximaal 94 centimeter lang en 8520 gram zwaar worden.

## Leefomgeving
Brotula barbata is een zoutwatervis die hoofdzakelijk in de Atlantische Oceaan voorkomt. De diepteverspreiding ligt tussen de 50 en 300 meter.

## Relatie tot de mens
De soort is voor de visserij van beperkt commercieel belang. In de hengelsport wordt er weinig op de vis gejaagd.